# Mimì Aylmer

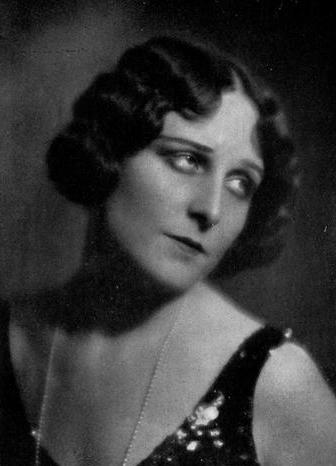
Mimì Aylmer

Mimì Aylmer (eigentlich Eugenia Spadoni; * 29. Mai 1896 in Rom; † 20. Oktober 1992 in Bologna) war eine italienische Soubrette und Schauspielerin.

## Leben
Aylmer stammt aus einer bürgerlichen Familie aus Pisa, gab sich jedoch immer als Londonerin aus. Sie debütierte in jugendlichem Alter 1913 als Sängerin und wurde bald von der „Compagnia di Riviste Papa“ unter Vertrag genommen, wo sie mit Guido Riccioli und Luciano Molinari zusammenarbeitete. 1917 verpflichtete sie Carlo Lombardi als Soubrette für sein Operettenensemble; weitere Stationen für Aylmer waren die Compagnia Nazionale Bartoli, die von Gino Vannutelli und schließlich die Città di Milano, wo sie große Erfolge in Stücken wie Die Csárdásfürstin oder La piccola cioccolataia feierte. Ab 1921 spielte sie für Schauspielensembles wie die Compagnia del Teatro Sperimentale sowie mit Antonio Gandusio, Ruggero Ruggeri und Giulio Baghetti.
Der Film hatte 1914 bereits angefragt; in Amleto Palermis Colei che tutto soffre gab Aylmer ihr Leinwanddebüt. 1920 folgte Ugo Falenas Il trittico dell'amore. Mit dem Aufkommen des Tonfilms spielte sie bis 1936 in einer Handvoll Filmen größere Neben- und Hauptrollen, teilweise unter dem wieder italienisierten Namen Mimì Almieri. Nur zwei weitere Filme folgten in der Nachkriegszeit, in der sie ins Charakterfach wechselte. 1959 beendete Aylmer ihre Karriere und zog nach Sanremo; fünf Jahre später übersiedelte sie in ein Altersheim für Schauspieler nach Bologna.
Aylmer besaß eine große Fotosammlung, die sie teilweise selbst aufgenommen hatte. Die Sammlung ist heute Bestandteil des Bildarchives der Casa Lyda Borelli in Bologna.
Zweimal war sie auch als Amateurrennfahrerin aktiv. 1929 und 1936 bestritt sie die Mille Miglia. 1929 wurde sie auf einem Lancia Lambda 29. der Gesamtwertung; 1936 fiel sie aus.

## Filmografie (Auswahl)
- 1914: Colei che tutto soffre
- 1935: Come le foglie
- 1951: Die Rache des Korsaren (La vendetta del corsaro)